# Phalacrotophora oudemansi
Phalacrotophora oudemansi är en tvåvingeart som beskrevs av Schmitz 1932. Phalacrotophora oudemansi ingår i släktet Phalacrotophora och familjen puckelflugor. Inga underarter finns listade i Catalogue of Life.